# Persephone Books
Persephone Books — независимое издательство в Бате, Англия. Компания Persephone Books, основанная в 1999 году Николой Боман, перепечатывает произведения в основном женщин-писателей конца XIX и XX веков, хотя включено и несколько книг мужчин. В каталоге представлена художественная (романы и рассказы) и нон-фикшн литература (дневники, мемуары и кулинарные книги). Большинство книг имеют серую суперобложку и форзац современного дизайна с соответствующей закладкой.
Компания продаёт книги в основном через свой веб-сайт, но также имеет магазин в Бате.

## История
Persephone Books было основано как издательство с доставкой по почте весной 1999 года писательницей Николой Боман после того, как она получила небольшое наследство от отца. Боман назвала компанию «Персефона» в честь греческой богини, связанной с весной, которая является «одновременно жертвой и хозяйкой». Боман хотела положить конец обесцениванию женщин-писателей в литературной культуре и вернуть ранее утраченные произведения в канон. Её вдохновила компания Virago Press, опубликовавшая её первую книгу «Очень великая профессия: женский роман 1914–39», а также её стремление переиздавать утраченных классиков женской литературы.
Первые офисы компании находились в Кларкенуэлле, Лондон. Поначалу продажи были скромными, но переиздание в 2000 году «Мисс Петтигрю живёт одним днем», 21-й книги издательства, стало бестселлером с более чем 100 000 продаж к 2012 году. Успех «Мисс Петтигрю» позволил компании открыть новый магазин на улице Лэмбс-Кондуит в Блумсбери, где она оставалась в течение двух десятилетий. В мае 2021 года магазин Bloomsbury был закрыт, и компания переехала в Edgar Buildings в Бате.

## Публикации
Большинство публикаций «Персефоны» выпускаются в едином сером цвете, с форзацами, воспроизводящими отпечатки или узоры года первого издания книги. Например, на форзацах книги «Они знали мистера Найта» промышленный город изображен в тёмных тонах, что отражает тему названия. Каждая книга набрана в ITC Baskerville. Дизайн был вдохновлён простотой Penguin Books 1930-х годов и дизайном французских публикаций.
Большинство наименований в каталоге были написаны женщинами в начале или середине XX века и посвящены изображению дома в жанре, который иногда называют домашним феминизмом. Таким образом, «Персефона» сочетает в себе модернизм и феминистскую литературу. Каталог описывается как содержащий «книги, в которых очень тихие вещи происходят очень драматично с совершенно нормальными людьми, и никто об этом не задумывается». Иногда издательство характеризуется ярлыком «среднего уровня» за то, что в своих подборках книг сочетало в себе как литературную чувствительность, так и стремление к созданию сюжета. Также включены книги о кулинарии, мемуары и сборники писем.
Persephone Books также издаёт для подписчиков журнал «Persephone Biannually» два раза в год (ранее — «Persephone Quarterly» дословно — «Персефона ежеквартально»), в который входят статьи о его новейших публикациях. Ежемесячное электронное письмо «Письмо Персефоны» информирует читателей о литературных событиях в Эдгар Билдингс в Бате, а также о текущих театральных постановках, выставках, соответствующих газетных статьях и некрологах авторов и женщин-революционеров, таких как Мэри Куант и Беверли Лоуренс Бич.

## Авторы

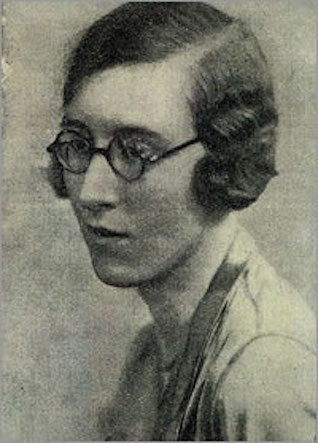
Барбара Ноубл

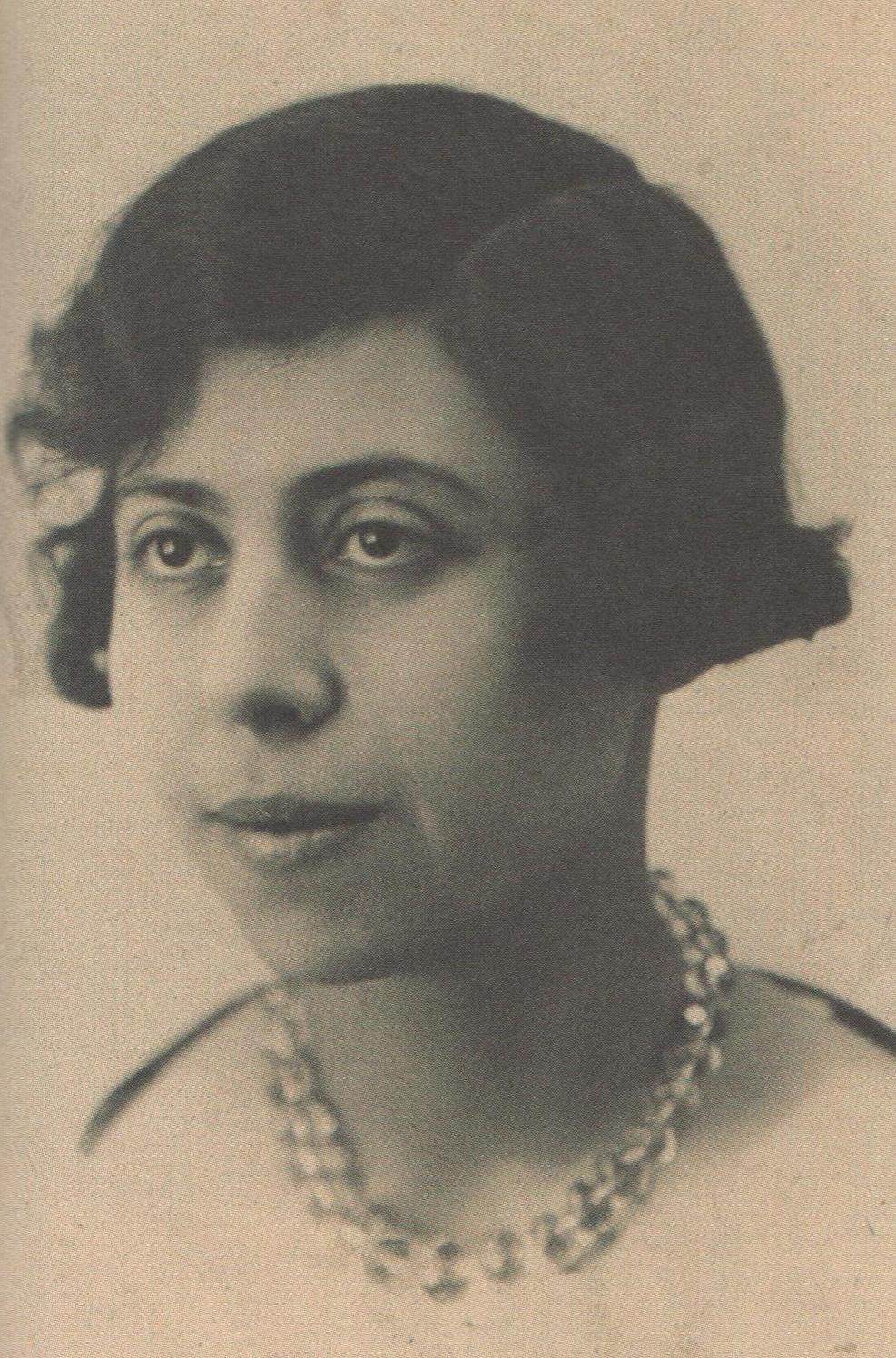
Ирина Немировская

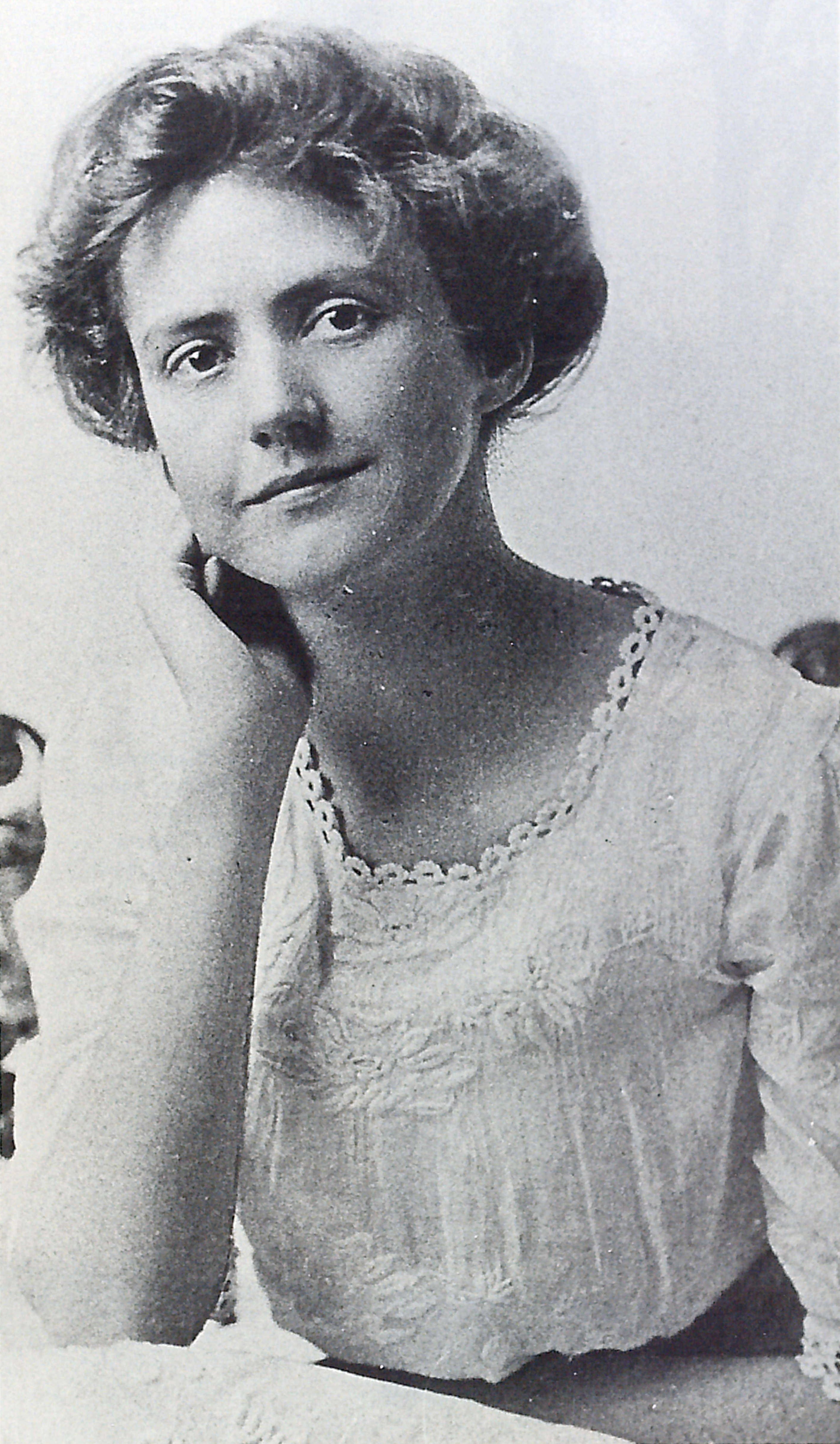
Сьюзен Гласпелл

Среди авторов, опубликованных Persephone Books:
- Элизабет де Вааль[англ.]
- Элизабет Анна Харт[англ.]
- Маргарет Бонэм[англ.]
- Дороти Уиппл[англ.]
- Глэдис Хантингтон[англ.]
- Сисили Гамильтон[англ.]
- Моника Диккенс[англ.]
- Сьюзен Гласпелл
- Робин Хайд[англ.]
- Этти Хиллесум
- Марганита Ласки[англ.]
- Дороти Кэнфилд Фишер[англ.]
- Молли Пантер-Даунс[англ.]
- Флоренс Уайт[англ.]
- Джудит Виорст[англ.]
- Э. М. Делафилд[англ.]
- Бетти Миллер[англ.]
- Элизабет Берридж[англ.]
- Ноэль Стритфилд
- Ориэль Малет[англ.]
- Изобель Инглиш[англ.]
- Рут Адам[англ.]
- Уинифред Уотсон[англ.]
- Грэм, Вирджиния[англ.]
- Эми Леви[англ.]
- Ричмал Кромптон
- Кэтрин Мэнсфилд
- Элеанор Грэм[англ.]
- Фрэнсис Элиза Бёрнетт
- Агнес Джекилл[англ.]
- Джоселин Плейфэр[англ.]
- Тея Холм[англ.]
- Эмма Смит[англ.]
- Макейл, Денис[англ.]
- Сьюзен Майлз[англ.]
- Харт, Элизабет Анна[англ.]
- Джулия Стрейчи[англ.]
- Анна Гмейнер[англ.]
- Элизабет Кембридж[англ.]
- Элизабет Санксай Холдинг[англ.]
- Леонард Вулф
- Фрэнсис Тауэрс
- Эмброуз Хит[англ.]
- Барбара Юфан Тодд[англ.]
- Купер, Леттис[англ.]
- Маргарет Бонэм[англ.]
- Хелен Эштон[англ.]
- Хильда Бернштейн[англ.]
- Дафф Купер
- Руби Фергюсон[англ.]
- Жорж, виконт де Модюи[англ.]
- Вирджиния Вулф
- Р. С. Шеррифф
- Этель Уилсон[англ.]
- Нора Холт[англ.]
- Барбара Ноубл[англ.]
- Молли Хьюз[англ.]
- Кей Смоллшоу[англ.]
- Джоанна Каннан[англ.]
- Диана Гарднер[англ.]
- Рэйчел Фергюсон[англ.]
- Мюриэл Стюарт[англ.]
- Дороти Хьюз[англ.]
- Пэтиенс Грей[англ.]
- Примроуз Бойд
- Уинифред Пек[англ.]
- Эдит Генриетта Фаулер[англ.]
- Матильда Вольф-Мёнкеберг[англ.]
- Уинифред Холтби[англ.]
- Пенелопа Мортимер[англ.]
- Мод Пембер Ривз[англ.]
- Люси Х. Йейтс
- Дороти Стивенсон[англ.]
- Артур Хью Клаф
- Кристин Лонгфорд[англ.]
- Мария Ранделл[англ.]
- Ирина Немировская
- Бет Гатчеон[англ.]
- Маргарет Олифант
- Диана Этхилл[англ.]
- Адам Фергюсон
- Констанс Мод[англ.]
- Элизабет Дженкинс
- Джон Коутс
- Хелен Роуз Халл[англ.]
- Энид Бэгнольд[англ.]
- Евгения Гинзбург
- Джонатан Смит[англ.]
- Розалинд Мюррей[англ.]